# Szabłykino
Szabłykino (ros. Шаблыкино) – osada typu miejskiego w zachodniej Rosji, na terenie obwodu orłowskiego.
Miejscowość leży w Rejonie szabłykińskim, którego ośrodek administracyjny stanowi i liczy 3414 mieszkańców (1 stycznia 2010 r.)
Osada jest jedynym ośrodkiem miejskim na terenie tej jednostki podziału administracyjnego.
Szabłykino jest lokalnym centrum kulturalnym i gospodarczym. W miejscowości tej znajdują się m.in. zakłady przemysłu olejowego, przedsiębiorstwo produkujące skrobię (mąkę ziemniaczaną), fabryka obróbki konopi, cegielnie i drukarnia.